# Караул (Красноярский край)
Карау́л — село в Красноярском крае России, административный центр сельского поселения Караул. До 31 декабря 2006 года было административным центром Усть-Енисейского района Таймырского (Долгано-Ненецкого) автономного округа.
Основано в 1616 году как ясачное зимовье Караул.

## Климат
Климат суровый, село расположено в зоне тундры, открытое земледелие невозможно. Даже летом часты заморозки, а летние дневные температуры составляют 10—12 °С; зимой обычны морозы до −40 °C и ниже.

## Экономика
В селе Караул работал цех по переработке и копчению рыбы мощностью около четырёх тонн, 2 Котельных, ДЭС.

## Инфраструктура
В селе имеется  детский сад,  средняя общеобразовательная школа, дом культуры, две библиотеки и районная больница на 25 койко-мест.

## История

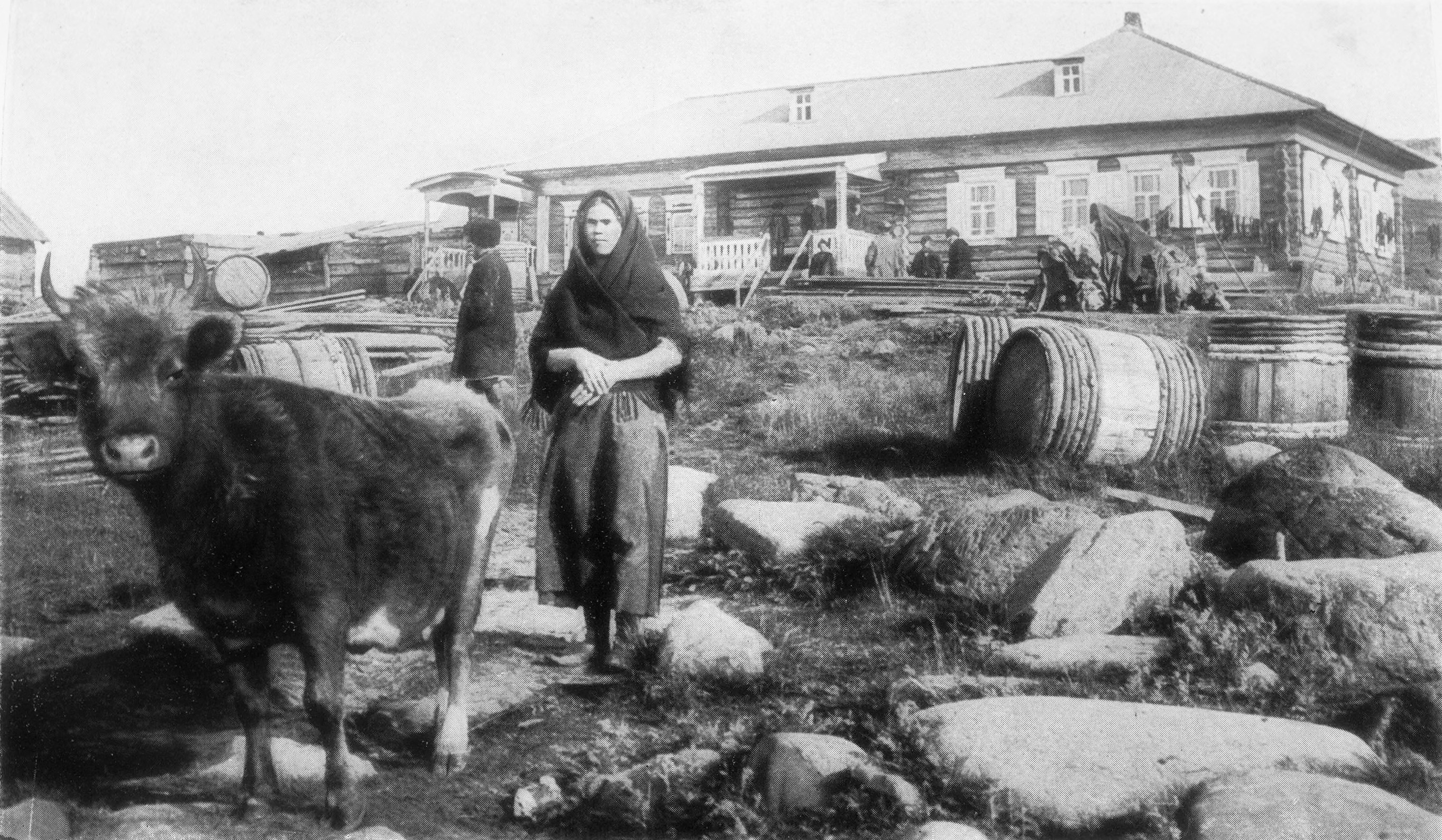
Караульное, 1913
Фото Ф. Нансена

Основано в 1616 году как ясачное зимовье Караул. В начале XX века в селе побывал норвежский исследователь Фритьоф Нансен.
До 1930 года Караул входил в Толстоносовский сельсовет, с 1930 года — в Усть-Енисейский район. В 1930 году в селе образован первый совхоз, в 1931 году появилась школа, в 1936 году в посёлке построена районная больница. С 1943 года в Карауле начала издаваться газета «Ленинский путь». В послевоенные годы в Карауле заработали новые предприятия, провели линии электропередачи, строили котельные, жилые дома. Появились детский сад, школа, дом культуры, библиотека. В 1985 году в селе Караул была установлена памятная стела «Воинам — усть-енисейцам, погибшим в годы Великой Отечественной войны 1941—1945 годах.».
До 31 декабря 2005 года Караул был административным центром Усть-Енисейского района Таймырского автономного округа. С 1 января 2006 года Караул стал сельским поселением Таймырского района Красноярского края
До 1989 года в селе существовал Караульский сельсовет, с 1989 года был заменён администрацией села, а в 1992 года администрация села Караул была упразднена и село передано в подчинение администрации Усть-Енисейского района.
Официально: территория, подведомственные администрации Усть-Енисейского района.

## Население
| 1939 | 1959 | 1970 | 1979  | 1989  | 2002 | 2010 |
| ---- | ---- | ---- | ----- | ----- | ---- | ---- |
| 440  | ↗701 | ↗779 | ↗1035 | ↗1304 | ↘887 | ↘801 |
| 2011 |      |      |       |       |      |      |
| ↘781 |      |      |       |       |      |      |

Всероссийская перепись населения 2010 года установила, что основную часть населения села Караул составляют представители коренных малочисленных народов Таймыра, а именно ненцы, энцы, нганасаны, долганы. Кроме них в Карауле проживают ещё и представители русской, украинской, белорусской, чувашской и других национальностей

## Топографические карты
- Лист карты R-44-XVII,XVIII Караул. Масштаб: 1 : 200 000. Указать дату выпуска/состояния местности.
- Караул на карте Wikimapia

## Этимология
О происхождении названия села существует две версии. Согласно первой, ясачное зимовье на мысу Караульном было основано для охраны северных границ Российского государства от вторжения иностранных мореплавателей, отчего и получило соответствующее название. Вторая версия отсылает к предкам коренных жителей Таймыра, которые были хорошими охотниками и на этом мысе поджидали (караулили) северных оленей, которые переправлялись через Енисей.